# Celloconcert (Aho)
De Finse componist Kalevi Aho voltooide zijn Celloconcert in 1984.
Aho schreef het werk in eerste instantie voor de cellist Erkki Rautio, deze hielp Aho in 1977 met de uitvoering van Prelude, toccata en postlude voor cello en piano. Het concerto van Aho is een werk in de letterlijke betekenis van het woord: Wedijvering. In deze strijd zijn er vier partijen:
1. de cellist
2. de organist
3. een groepje bestaande uit accordeon, mandoline, saxofoon, tuba en kleine trom
4. het orkest.

De cellist moet het echter niet tegen de andere drie opnemen, hij hoeft alleen muzikaal te strijden met de organist en het orkest. Het groepje van vijf musici zit hem het gehele stuk niet in de weg, maar is als het ware een aparte solist binnen het orkest. Het concert bestaat uit twee delen, maar zij worden achter elkaar doorgespeeld. De twee delen zijn als volgt aangeduid:
- maatslag 69 – poco meno mosso – piu mosso – presto – meno mosso – prestissimo
- maatslag 92 – Tranquillo assai – cadens – presto leggierissimo – maatslag 52 e stringendo – coda.

In het celloconcert zijn alle factoren aanwezig van een klassiek concert. Uitgebreide passages voor de solist en een cadens waarin hij/zij zijn/haar virtuositeit kan laten horen. Echter het werk begin met een zeer ijle en schrille toon uit het orgel. Het orgel speelt een dubbelrol, soms treedt het op als solist, soms als onderdeel van het symfonieorkest. In de loop van het concert lijkt de cellist het te verliezen van de anderen, zeker in deel 2 waarin twee uitbarstingen van het orkest zitten, waarbij melodie, of akkoordenopbouw geen rol speelt, men lijkt allemaal door elkaar heen te spelen, als het maar fortissimo possibile is. Uiteindelijk sterft het werk uit en de cellist blijft als enige over. 
De eerste uitvoering vond plaats op 1 september 1984 tijdens het Helsinki Festival, uitvoerenden waren Rautio en het Fins Radiosymfonieorkest onder leiding van Esa-Pekka Salonen. 
Aho schreef het werk voor:
- solo cello
- orgel
- accordeon, mandoline, altsaxofoon, tuba, slagwerker
- 2 dwarsfluiten, 2 hobo's, 3 klarinetten, 2 fagotten
- 2 hoorns, 2 trompetten, 1 trombone, 1 eufonium
- 1 pauk,  1 man/vrouw percussie, 1 celesta
- violen, altviolen, celli, contrabassen

## Discografie
- Uitgave BIS Records: Gary Hoffman (cello), Symfonieorkest van Lahti o.l.v. Osma Vänskä (1995)